# Nagasaki handelsmunten

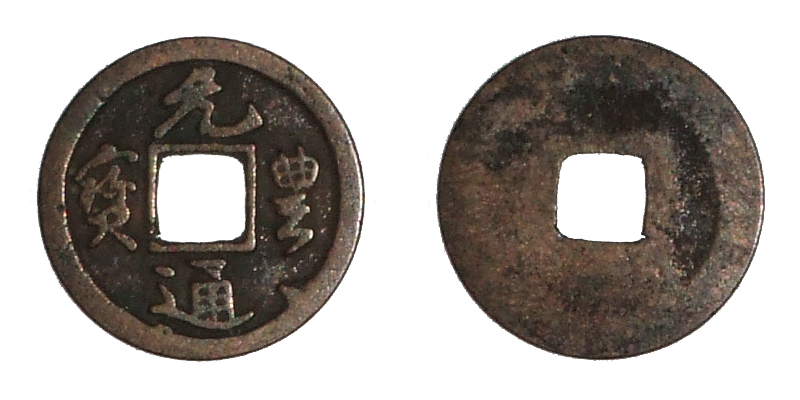
Een Genpō Tsūhō (元豊通寳) munt, dit is een van de Nagasaki handelsmunten die geslagen werd voor export.

De Nagasaki handelsmunten (Japans: 長崎貿易銭), ook bekend als de Nagasaki exportmunten waren mon-munten specifiek gemaakt voor export in Nagasaki. Het Tokugawa-shogunaat sloeg de Nagasaki handelsmunten van 1659 tot 1685 toen Japan het zelf-isolerende Sakokubeleid voerde. De inscripties op de munten waren gebaseerd op die van Song-dynastie kèpèngs maar men gebruikte andere lettertypes zoals de in Nagasaki geslagen Genpō Tsūhō (元豊通寳) die in klerkenschrift geschreven was in plaats van de Song-dynastie munt die in zegelschrift of semi-cursiefschrift geschreven was. Omdat deze munten erg succesvol in Zuidoost-Azië waren worden ze in de huidige tijd nog vaak in Vietnam en Java opgegraven. Het ontwerp van de Nagasaki handelsmunten werd vaak door lokale Vietnamese munthuizen geïnitieerd omdat deze munten de de facto valuta van de regio werden nadat de inheemse productie van Vietnamese văn in de zeventiende eeuw sterk was gedaald. Toen de Qing-dynastie de export van goud en zilver had verboden gingen Japanse handelaren naar Hanoi en Hội An om Chinese goederen te kopen waardoor er veel Nagasaki handelsmunten op de Vietnamese markt verschenen.

## Achtergrond
Japanse handel met China begon in de achtste eeuw toen Tang-dynastie-handelaren Japan binnenkwamen, vanaf de dertiende eeuw gingen Japanse handelaren naar China. Onder de Yongle Keizer van de Ming-dynastie werd de Eiraku Tsūhō (永樂通寳) export-kèpèng geproduceerd voor buitenlandse markten waaronder Japan. Vanaf 1626 begonnen de Japanners met de massaproductie van de koperen Kan’ei Tsūhō (寛永通寳) munten voor intern gebruik op de Japanse markt en gingen de Japanse handelaren imitaties van de Eiraku Tsūhō-munten en de nieuwe Kan’ei Tsūhō-munten exporteren naar Đại Việt, waar de Japanse munten de lokale valuta werd. De externe vraag naar Japanse munten bleef hoog tijdens de isolationistische Sakokubeleid van het Tokugawa-shogunaat en de export van Japanse munten bleef groeien tot de achttiende eeuw ondanks de verhoogde restricties op handel.
Het Tokugawa-shogunaat liet sommige domeinen handel voeren met bepaalde volkoren zoals het Tsushima-domein wat een monopolie kreeg op de handel met de Koreanen in Pusan; Het Matsumae-domein had een monopolie op de Aino-handel op Hokkaido en het Satsuma-domein had een monopolie op de handel met het koninkrijk Riukiu via Kagoshima. Het Tokugawa-shogunaat zelf opende de haven van Nagasaki voor handel met China, Zuidoost-Azië en de Republiek der Zeven Verenigde Nederlanden om de Japanse vraag naar producten zoals zijde en textiel stoffen te bevredigen.
Alhoewel Japan voornamelijk zilver exporteerde naar de Chinezen sinds het een van de werelds grootste zilverproducenten was, was de vraag naar Japans koper ook hoog sinds veel Zuidoost-Aziatische landen zoals Vietnam hier weinig van hadden. De koperen munten van Nagasaki werden zowel in grote kwantiteiten als met diverse ontwerpen geproduceerd gebaseerd op lokale Japanse moedermunten met verschillende Song-dynastie inscripties ondanks het feit dat deze munten allemaal in een munthuis werden geslagen.

## Geschiedenis
Vanaf 1608 was de circulatie van de slechte kwaliteits “Bitasen”-munten officieel door het Tokhgawa-shogunaat verboden en werden lokale munteenheden door het shogunaat geïntroduceerd. Ondertussen was het gebruik van lokale kèpèng-munten minder populair dan papier in China tijdens de Ming-dynastie tot 1651 wanneer de Chinezen de Japanners verzochten om koper geld aan hun te verkopen wat het Tokugawa-shogunaat toen inspireerde om munten te gaan slaan in Nagasaki.

### Nagasaki handelsmunten in Vietnam
Vanaf de vroege zeventiende eeuw begonnen Japanse kooplieden Zuidelijk Vietnam via de havenstad Hội An binnen te komen omdat de vraag naar koper en zilver in het gebied van de Nguyễn-heren hoog was door de gebrekkige beschikbaarheid van deze grondstoffen in de regio. Heer Nguyễn Phúc Trăn verzocht meerdere malen om grote hoeveelheden koperen munten te importeren nadat de zuidelijk Vietnam veel koper ad gebruikt om kanonnen te maken tijdens een oorlog met de Trinh-heren. Japanse handelaren en kooplieden begonnen met het exporteren van “Bitasen”-munten naar Vietnam sinds een rijg “Bitasen” maar 1 tael zilver waard was in Japan maar tien en een halve tael in Vietnam, de handel in koper op de Vietnamese markt was te winstgevend voor de Japanners om Nguyễn Phúc Trăn te blijven afwijzen en in 1659 werden grote hoeveelheden Nagasaki handelsmunten voor Vietnam en de Vereenigde Oostindische Compagnie geslagen.
In Noordelijk Vietnam (wat onder de Latere Le-dynastie viel) werden kleinere Nagasaki handelsmunten vaak opgesmolten om keukengerei van te maken en circuleerde de kleinere Nagasaki handelsmunten veelal alleen in Hanoi en de omliggende provinciën, terwijl de grotere handelsmunten door het hele land circuleerde.

## Lijst van Nagasaki handelsmunten
De volgende munten waren in Nagasaki geslagen voor export:
| Inscriptie (Kyūjitai) | Inscriptie (Shinjitai) | Chinese lettertype                                | Japans (Romaji) | Mandarijn (Hànyǔ Pīnyīn) | Vietnamees (chữ Quốc ngữ) | Afbeelding |
| --------------------- | ---------------------- | ------------------------------------------------- | --------------- | ------------------------ | ------------------------- | ---------- |
| 元豊通寳              | 元豊通宝               | Klerkenschrift, semi-cursiefschrift, zegelschrift | Genpō Tsūhō     | Yuán Lǐ Tōng Bǎo         | Nguyên Phong Thông Bảo    |            |
| 天聖元寳              | 天聖元宝               | Gewoon schrift                                    | Tensei Genpō    | Tiān Shèng Yuán Bǎo      | Thiên Thánh Nguyên Bảo    |            |
| 祥符元寳              | 祥符元宝               | Gewoon schrift                                    | Shofu Genpō     | Xiáng Fú Yuán Bǎo        | Tường Phù Nguyên Bảo      |            |
| 嘉祐通寳              | 嘉祐通宝               | Gewoon schrift                                    | Kayū Tsūhō      | Jiā Yòu Tōng Bǎo         | Gia Hựu Thông Bảo         |            |
| 熈寧元寳              | 煕寧元宝               | Gewoon schrift, zegelschrift                      | Kinei Genpō     | Xī Níng Yuán Bǎo         | Hi Ninh Nguyên Bảo        |            |
| 紹聖元寳              | 紹聖元宝               | Zegelschrift                                      | Shōsei Genpō    | Shào Shèng Yuán Bǎo      | Thiệu Thánh Nguyên Bảo    |            |
| 治平元寳              | 治平元宝               | Zegelschrift                                      | Jihei Genpō     | Zhì Píng Yuán Bǎo        | Trị Bình Nguyên Bảo       |            |

De inscripties op de Nagasaki handelsmunten gebruiken die van Song-dynastie kèpèngs omdat munten uit de Song al circuleerden op de Zuidoost-Aziatische markten en waren de bevolkingen van deze landen aan deze inscripties gewend.